# NGC 6012
NGC 6012 este o galaxie spirală situată în constelația Șarpele. A fost descoperită în 19 martie 1787 de către William Herschel. Se află la o distanță de 26,34 de megaparseci de Pământ.